# Xéquel
El xéquel (en hebreu שקל, sheqel; en plural שקלים, sheqalim; en àrab شيكل shikel) fou la unitat monetària d'Israel entre el 1980 i el 1985. Se subdividia en 100 nous agorot (אגורות חדשות, agorot khadashot; en singular אגורה חדשה, agorà khadashà o nou agorà; en àrab اغورة جديدة agora jadida). Tenia un símbol propi, la lletra hebrea xin (ש) estilitzada, en forma de bressol, i el seu codi ISO 4217 era ILR.
Va substituir la lliura israeliana (o lira) a raó de 10 lliures per xéquel. Després d'un període d'alta inflació, el xéquel fou substituït pel nou xéquel el 1985 a raó de 1.000 antics xéquels per cada un de nou, que és la moneda actualment en vigor a l'Estat d'Israel.
El nom de la moneda al·ludeix a una antiga unitat de compte i monetària del Regne d'Israel, el sicle.